# مهر کره جنوبی
مهر ملی جمهوری کره (کره‌ای: 대한민국의 국새; لاتین‌نویسی اصلاح‌شده: Daehanmingugui guksae; مک‌کیون–ریشاور: Taehanmin'gugŭi kuksae) یک مهر دولتی است که برای اهداف ایالتی در کره جنوبی استفاده می‌شود. مهر با شخصیت‌هایی به نام injang حک شده است.
از اواخر سده بیستم، طرح مهر شامل نام رسمی کره جنوبی است که در داخل یک مربع نوشته شده است. در اواسط قرن بیستم از حروف چینی در مهر اسکریپت استفاده می‌شد.

## تاریخچه
پس از تأسیس دولت کره جنوبی در اوت ۱۹۴۸، دولت آن در ۵ مه ۱۹۴۹ یک مهر دولتی جدید یا guksae (کره‌ای: 국새) تصویب کرد. در اعلان قوانین اساسی، تعیین اعضای کابینه و سفرا، کنفرانس نشان‌های ملی و اسناد مهم دیپلماتیک استفاده می‌شود.
طراحی مهر و موم چندین بار در طول سال‌ها اصلاح شده است. اولین نسخه مهر، که تا اوایل دهه ۱۹۶۰ استفاده می‌شد، از شخصیت‌های هانجا استفاده می‌کرد 大韓民國之璽 ، از نقره ساخته شده بود و بالای آن یک ساپسالی برای دستگیره بود. بعداً حروف تغییر کرد و فقط از کاراکترهای هانگول استفاده کرد و دستگیره به عنوان لاک پشت دوباره طراحی شد. مهر سوم دستگیره به صورت دو ققنوس و هیبیسکوس سیریاکوس طراحی شده بود و از طلا ساخته شده بود. مهر چهارم ققنوس را فقط برای دستگیره نشان می‌داد. مهر پنجم دوباره دو ققنوس و یک هیبیسکوس سیریاکوس را در بالا نشان داد.
مهر فعلی نسخه پنجم است و در سپتامبر ۲۰۱۱ طراحی شد و در اکتبر ۲۰۱۱ به تصویب رسید.

## نگارخانه

نخستین مهر ملی (۱۹۴۹-۱۹۶۲)
دومین مهر ملی (۱۹۶۳-۱۹۹۹)
سومین مهر ملی (۱۹۹۹-۲۰۰۸, ۲۰۱۰-۲۰۱۱)
چهارمین مهر ملی (۲۰۰۸-۲۰۱۰)
پنجمین مهر ملی (از سال ۲۰۱۱)

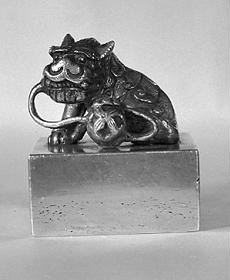
دستگیره مهر نخستین مهر ملی
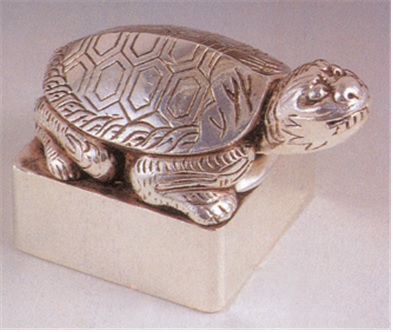
دستگیره مهر دومین مهر ملی
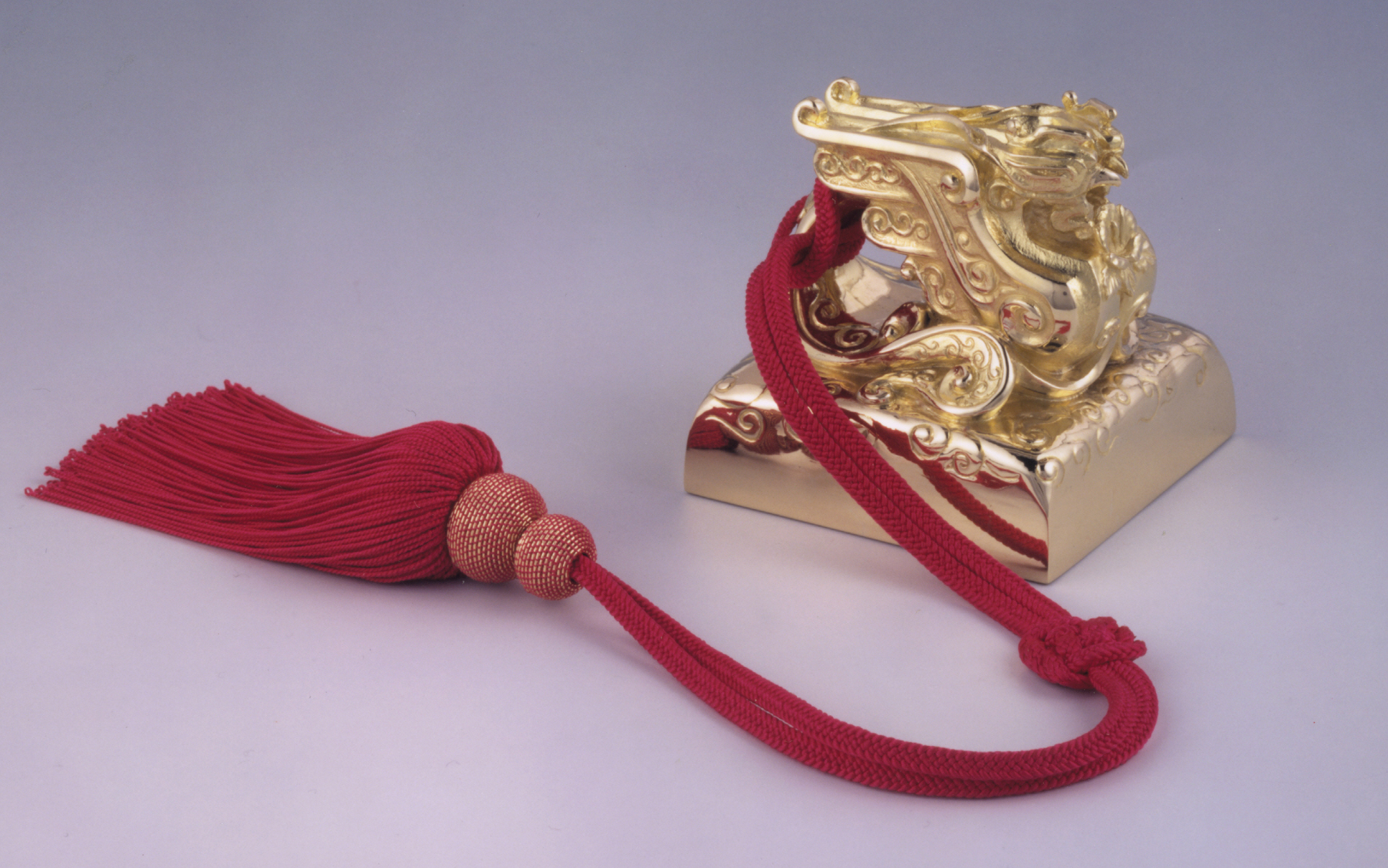
دستگیره مهر سومین مهر ملی
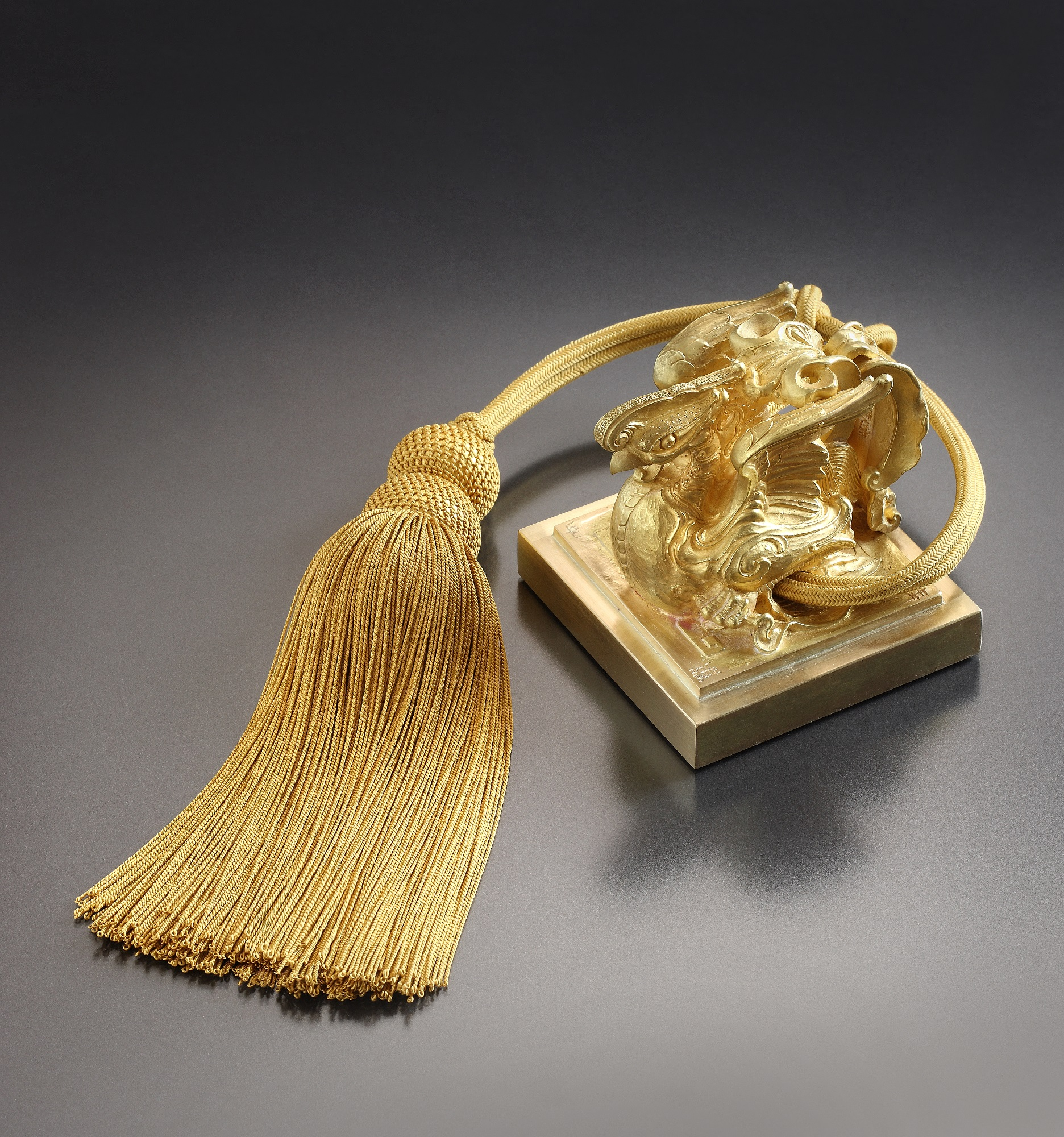
دستگیره مهر چهارمین مهر ملی
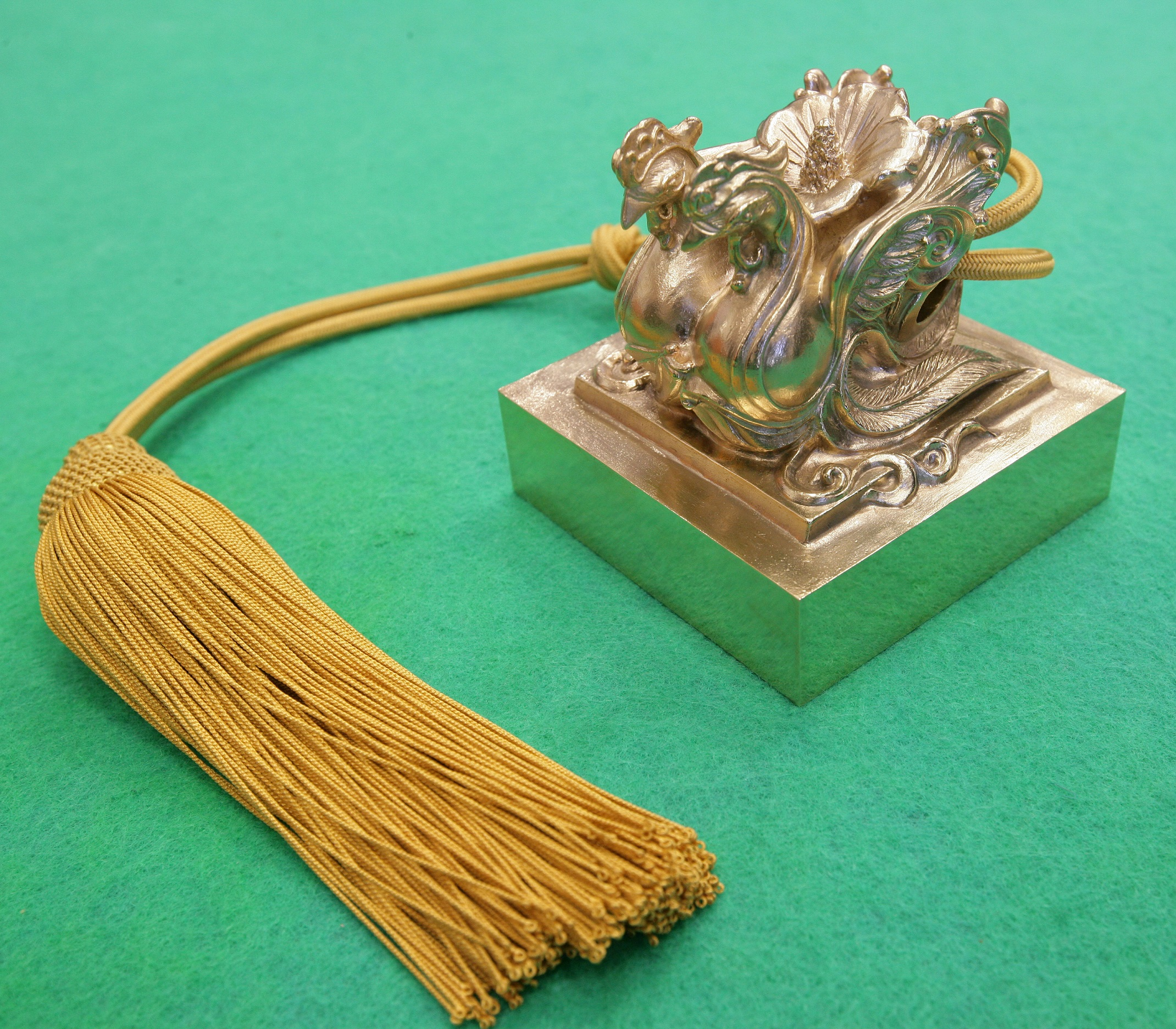
دستگیره مهر پنجمین مهر ملی